# Febo Mari
Febo Mari, nome d'arte di Alfredo Giovanni Leopoldo Rodriguez (Messina, 16 gennaio 1881 – Roma, 6 giugno 1939), è stato un attore, sceneggiatore e regista italiano.

## Biografia
Figlio di Giovanni e Teresa Spadaro, Febo Mari nacque a Messina, il 16 gennaio 1881, da una famiglia aristocratica, i Rodriquez, baroni di lontane origini spagnole.
Laureatosi in lettere e filosofia, si trasferì a Milano per lavorare come recensore teatrale per una testata messinese. Ben presto decise di cambiare mestiere, entrò nel teatro, e iniziò lavorando come attore giovane in alcune affermate compagnie, tra cui quella di Sem Benelli. A 27 anni ebbe in mano la direzione del teatro milanese Manzoni.
Il 23 dicembre 1908  sposò una giovane attrice, Berta, detta Piera, Vestri, che, successivamente, lascerà per andare a vivere con l'attrice Nietta Mordeglia, conosciuta anche come Misa Mordeglia Mari, che potrà sposare solo l'8 ottobre del 1938, dopo la morte della prima moglie.

## Carriera cinematografica
Iniziò la sua carriera come attore ed ebbe un grande successo nei primi anni dieci divenendo uno dei divi maschili del cinema muto italiano. A quell'epoca risalgono i film come Il fuoco (1915), tratto da un suo soggetto originale e da lui sceneggiato, e Tigre reale (1916) di Verga, diretti da Giovanni Pastrone; ma Febo Mari fu anche regista, soggettista e sceneggiatore.
Dopo aver diretto Il Critico (1913) e L'emigrante (1915), nel 1916 diresse Eleonora Duse nella sua unica interpretazione cinematografica, recitando accanto a lei il ruolo del protagonista, nel film Cenere, tratto dal romanzo di Grazia Deledda.
Dopo questo film, nel periodo dal 1916 al 1925, diresse e interpretò ben 14 film
Nel 1938 è nel cast del film Giuseppe Verdi di Carmine Gallone, mentre nel 1939 lavorò nel film Lotte nell'ombra di Domenico Gambino.
Fu anche attivo nella prosa radiofonica dell'EIAR, nelle commedie e nei radiodrammi, presso la sede di Radio Roma.

## Prosa radiofonica EIAR
- Girasole, commedia di  Roberto Minervini, regia di Aldo Silvani, trasmessa il 31 luglio 1937
- La mamma, commedia di A. Greppi, con Febo Mari, Rosetta Calavetta, Zoe Incrocci, regia di Aldo Silvani, trasmessa lunedì 10 gennaio 1938, nel terzo programma, ore 21.
- Un signore in grigio, commedia di Annibale Ninchi, regia di Aldo Silvani, trasmessa il 7 giugno 1938

## Filmografia parziale

### Attore
- L'innocente, regia di Edoardo Bencivenga (1911)
- La mamma dorme, regia di Mario Caserini (1912)
- La ribalta, regia di Mario Caserini (1912)
- Padre, regia di Dante Testa e Gino Zaccaria (1912)
- Il fuoco, regia di Giovanni Pastrone (1915 - sceneggiatore)
- Tigre reale, regia di Giovanni Pastrone (1916)
- A Common Level, regia di Burton L. King (1920)
- Mese mariano, regia di Ubaldo Pittei (1929)
- Assunta Spina, regia di Roberto Roberti (1930)
- I tre desideri, regia di Giorgio Ferroni e Kurt Gerron (1937)
- Il conte di Bréchard, regia di Mario Bonnard (1938)
- Giuseppe Verdi, regia di Carmine Gallone (1938)
- Lotte nell'ombra, regia di Domenico M. Gambino (1938)

### Regista
- Il critico (1913)
- L'emigrante (1915)
- Cenere (1916)
- La gloria, regia e interpretazione (1916)
- Rose vermiglie, regia, interpretazione e sceneggiatura (1917)
- Il fauno, regia, interpretazione e sceneggiatura (1917)
- Tormento, regia, interpretazione e sceneggiatura (1917)
- Ercole, regia e interpretazione (1918)
- Attila, regia, interpretazione e sceneggiatura (1918)
- ...E dopo?, regia e interpretazione (1918)
- L'orma, regia e interpretazione (1919)
- Giuda, regia e interpretazione (1919)
- Maddalena Ferat, co-regista con Roberto Roberti (1920)
- Triboulet, regia e interpretazione (1923)
- La torre di Nesle (1925)